# Mossaâb Sassi
Pour les articles homonymes, voir Sassi.
Mossaâb Sassi, né le 12 mars 1990 à l'Ariana, est un footballeur tunisien. Il évolue au poste d'ailier gauche au Al-Nahda Club.

## Clubs
- janvier 2008-janvier 2014 : Étoile sportive du Sahel (Tunisie)
- janvier 2014-septembre 2015 : Club athlétique bizertin (Tunisie)
- septembre 2015-janvier 2017 : Club sportif sfaxien (Tunisie)
- janvier-septembre 2017 : Club sportif de Hammam Lif (Tunisie)
- septembre 2017-juillet 2019 : Jeunesse sportive kairouanaise (Tunisie)
- juillet 2019-janvier 2020 : Hetten FC (Arabie saoudite)
- janvier-octobre 2020 : Jeunesse sportive kairouanaise (Tunisie)
- depuis octobre 2020 : Al-Nahda Club (Arabie saoudite)

## Palmarès
- Coupe de Tunisie de football : 2012